# Full Català
Full Català fou un periòdic en català publicat d'octubre de 1941 a desembre de 1942 a Ciutat de Mèxic per la Comunitat Catalana de Mèxic. Era sostinguda econòmicament per l'empresari Joan Linares i Delhom. La seva línia era nacionalista i publicava texts de caràcter polític i literari. Entre els col·laboradors habituals cal destacar Josep Maria Miquel i Vergés, Joaquim Xirau i Palau, Lluís Ferran de Pol, Pere Matalonga, Joan Roura-Parella, Joan Lluhí i Vallescà, Josep Carner, Eduard Nicol i Franciscà, Joan Ventura i Sureda, Pere Calders, Josep Pijoan, Marcel Santaló, Pere Bosch i Gimpera, Joan Sales, Agustí Bartra, Raimon Galí i Herrera, Jaume Serra Hunter, Jaume Aiguader i Miró, el coronel Enric Pérez i Farràs i Abelard Tona i Nadalmai, entre d'altres. Molts ells continuarien en la redacció de Quaderns de l'exili, de la que se'n considera sovint antecessora.